# هرچی لازم باشه (ترانه ایمجین درگنز)
«هرچی لازم باشه» (به انگلیسی: Whatever It Takes) ترانه‌ای از گروه موسیقی پاپ راک آمریکایی ایمجین درگنز است. این ترانه در ۸ مه ۲۰۱۷ به‌عنوان تک‌آهنگ تبلیغاتی آلبوم منتشر شد. مدتی بعد در ۶ اکتبر ۲۰۱۷ به‌عنوان سومین تک‌آهنگ از آلبوم تکامل توسط اینترسکوپ رکوردز منتشر شد.
این تک‌آهنگ در چارت‌های، در رتبه اول و در چارت‌های والونیا، لهستان، سوئیس، اتریش، فلاندرز جزو ده ترانه اول قرار گرفت. همچنین به رتبه سیزده در ۱۰۰ آهنگ داغ بیلبورد ایالات متحده آمریکا رسید.